# Xã Columbia, Quận Randolph, Arkansas
Xã Columbia (tiếng Anh: Columbia Township) là một xã thuộc quận Randolph, tiểu bang Arkansas, Hoa Kỳ. Năm 2010, dân số của xã này là 662 người.